# 우리의 꿈
《Re-born Part.2 우리의 꿈》은 대한민국의 3인조 혼성그룹 코요태의 노래이자, 디지털 싱글이다.
〈우리의 꿈〉은 2003년 5월 20일에 방영이 시작된 《원피스》 한국어 더빙판의 오프닝 곡으로 사용되었지만, 정식으로 음원이 발매되지 않았다. 이후 코요태 데뷔 20주년을 맞이해 Re-born Part.1 애원에 이어서 〈Re-born Part.2 우리의 꿈〉을 발매하였다.

## 수록곡
| #            | 제목                  | 작사         | 작곡         | 편곡 | 재생 시간 |
| ------------ | --------------------- | ------------ | ------------ | ---- | --------- |
| 1.           | 〈우리의 꿈〉         | 이원희       | 박요한       | 4:13 |           |
| 2.           | 〈우리의 꿈 (Inst.)〉 |              | 박요한       | 4:13 |           |
| 총 재생 시간 | 총 재생 시간          | 총 재생 시간 | 총 재생 시간 | 8:26 |           |

| TV 애니메이션 《원피스》 더빙판(KBS2) 여는 곡 2003년 5월 20일 (1기) ~ 2007년 6월 4일 (6기) |                      |                                    |
|                                                                                            | 코요태 〈우리의 꿈〉 | 다음 곡: 김경호 〈꿈이 있기에〉    |
| TV 애니메이션 《원피스》 더빙판(대원방송) 여는 곡 2011년 (1기) ~ 2017년 9월 14일 (15기)    |                      |                                    |
|                                                                                            | 코요태 〈우리의 꿈〉 | 다음 곡: 키타다니 히로시 〈위고!〉 |